# Severino Radici
Severino Radici, né le 23 octobre 1920, à Trieste, en Italie, est un ancien joueur italien de basket-ball.

## Palmarès
- Champion d'Italie 1941